# 이미지즘
이미지즘(imagism, 寫象主義)은 구체적이지 못한 애매한 일반 관념을 피해서, 하나의 형상을 구체적으로 표현하여, 그 때까지의 시보다는 일상의 정확한 용어에 의한 운율에 중점을 두고, 명확한 심상의 표현을 도모한 영국의 자유시 운동이다.

## 참고 문헌
- 이 문서에는 다음커뮤니케이션(현 카카오)에서 GFDL 또는 CC-SA 라이선스로 배포한 글로벌 세계대백과사전의 내용을 기초로 작성된 글이 포함되어 있습니다.